# Lista electoral
Una lista electoral o lista de partido es una agrupación de candidatos políticos a un cargo electo, por lo general en los sistemas electorales proporcionales. Una lista electoral puede ser registrada por un partido político, o bien tratarse de un grupo de candidatos independientes. 
Para sistemas no proporcionales también se pueden utilizar las listas electorales para las circunscripciones plurinominales. La principal diferencia entre las listas electorales proporcionales y no proporcionales es que los candidatos ganadores a cargos electos no son elegidos por los votantes a través de un orden predefinido, sino a través de elegir una de entre dos o más listas electorales de partidos políticos.[cita requerida]

## Tipos de listas electorales
Podemos clasificar las listas electorales según el grado de flexibilidad que tiene el elector cuando realiza el voto. Cuanto más flexible es el sistema de voto más se favorece la competición intrapartidaria, disminuyendo el poder del aparato organizativo de los partidos en la designación de los candidatos, y permiten establecer una relación más directa entre electores y elegidos, contribuyendo a una mayor transparencia y participación democrática.

### Listas cerradas
Son cerradas porque el elector vota a una lista de candidatos presentada por un partido. Normalmente van asociadas a sistemas proporcionales

#### Listas cerradas y bloqueadas
Son bloqueadas porque el orden interno de la candidatura viene fijado por el partido y el votante no lo puede alterar. La atribución de escaños obtenidos por un partido se hace siguiendo el orden establecido por la lista. Este tipo de listas son criticadas por restringir la expresión de las preferencias de los electores y se argumenta en su favor que propician la consolidación organizativa de los partidos políticos.
Se utilizan en Israel, Noruega, México, Argentina, Uruguay, Portugal o en España (en las elecciones municipales, autonómicas, al Congreso de Diputados y elecciones europeas). 

#### Listas cerradas desbloqueadas
Son aquellas en las cuales un elector vota a la lista presentada por un partido pero el votante a su vez puede modificar —total o parcialmente— el orden de candidatos preestablecido por aquel, ya sea mediante el voto preferencial (para uno o varios candidatos), tachando nombres de candidatos o poniendo un orden numérico en los nombres de los candidatos.
Utilizadas en Finlandia, Austria, Países Bajos, Bélgica, Dinamarca o Suecia.

### Listas abiertas
Son aquellas que permiten al elector escoger candidatos de diferentes partidos o incluso en algunos casos establecer el orden de preferencia entre los candidatos escogidos
Las listas abiertas se suelen usar en sistemas mayoritarios.
Presentes en Suiza, Luxemburgo o para el Senado Español.

### Listas completas e incompletas
Una lista es completa cuando el número de candidatos de la lista que se presenta por una circunscripción, es igual al número de cargos a elegir en esa circunscripción. Por diseño el número de candidatos elegidos de una lista concreta, por tanto se obliga a una pluralidad en la adscripción de los candidatos elegidos.
Por listas incompletas se elige a los dos tercios de los cargos, el tercio restante lo representarán los candidatos de la oposición no ganadora.